# Unai Iparragirre
Unai Iparragirre Azpiazu (Azpeitia, 25 de julho de 1988) é um ex-ciclista espanhol que foi profissional durante 1 ano e meio.

## Biografia
Como amador conseguiu o 2.º posto no Campeonato da Espanha Madison 2011 (em pista) no único ano que correu nessa modalidade, sendo esse seu melhor resultado durante esses anos ao destacar numa prova profissional sendo ainda amador. Ademais conseguiu vários top-ten em corridas profissionais da última categoria do profissionalismo -categoria .2- entre 2009 e 2011 (em estrada). Entre suas vitórias em provas amadoras destaca no Memorial Avelino Camacho de 2012.
Em 2013 estreia como profissional ao ser contratado à última hora pelo Euskadi para completar o elenco sendo o corredor mais veterano dela já que no momento de seu contrato foi o único corredor de 24 anos (desde a reestruturação da equipa em 2007 nunca teve corredores de 24 anos ao iniciar a temporada; conquanto ao ano seguinte contrataram outro corredor de sua idade como Miguel Mínguez).
Em 2014 alinhou pelo conjunto paraguaio Start-Trigon Cycling Team. No entanto segundo palavras do diretor da equipa decidiu abandonar a prática do ciclismo profissional durante a temporada, sendo descadastrado pela sua equipa a 16 de junho, como não ia sair uma equipa de categoria Profissional Continental localizado no País Basco onde ele tinha esperanças de acompanhar na seguinte temporada. Pôs-se a trabalhar com seu irmão como saída profissional. Por sua vez, um dia depois, Iparragirre desmentiu a versão do diretor em seu Twitter afirmando em basco que rescindiu o contrato por "problemas com a equipa".

## Palmarés
- 2011
  - 2.º no Campeonato da Espanha Madison (fazendo casal com Unai Elorriaga)

## Equipas
- Euskadi (2013)
- Start-Trigon Cycling Team (2014)[13]